# Licneremaeus exornatus
Licneremaeus exornatus är en kvalsterart som beskrevs av Grandjean 1931. Licneremaeus exornatus ingår i släktet Licneremaeus och familjen Licneremaeidae. Inga underarter finns listade i Catalogue of Life.